# Amnye Machen
L'Amnye Machen o Amne Machin (tibetano: ཨ་མྱིས་རྨ་ཆེན།, Wylie: a mye rma chin, «Nonno Pomra») è la vetta più elevata dell'omonima catena montuosa (Hanyu Pinyin: A'nyêmaqên Shan) della provincia del Qinghai (Cina centro-occidentale). Secondo il buddhismo tibetano si tratta di una montagna sacra, in quanto dimora del capo delle divinità indigene dell'Amdo, Machen Pomra.

## Geografia
L'intera catena dei monti Amnye Machen è l'estensione orientale dei monti Kunlun, una delle principali catene montuose dell'Asia. I monti Amnye Machen si allungano in direzione generale nord-ovest/sud-est nel Qinghai orientale (prefettura autonoma tibetana di Golog e zone adiacenti della prefettura autonoma tibetana di Hainan) e nell'angolo sud-occidentale della prefettura autonoma tibetana di Gannan, nel Gansu.
Una delle grandi anse del fiume Giallo si deve proprio all'esistenza stessa della catena. Il fiume inizialmente scorre per alcune centinaia di chilometri verso est e sud-est, lungo il margine sud-occidentale dei monti Amnye Machen. Così facendo attraversa per intero la prefettura di Golog, raggiungendo i confini di Gansu e Sichuan. Ma a questo punto il fiume svolta di quasi 180 gradi a sinistra, oltrepassando il margine nord-orientale dell'Amnye Machen, e scorre verso nord-ovest per 200–300 km attraverso alcune prefetture del Qinghai nord-orientale.
Il monte Amnye Machen (la vetta più elevata della catena) è situato nella contea di Maqên della prefettura di Golog. La sua altitudine viene stimata in 6282 m. È la 23ª montagna più alta della Cina.
Parte della catena attorno alla vetta più alta è stata dichiarata sezione della riserva naturale nazionale di Sanjiangyuan («Sorgenti dei Tre Fiumi»).

## Storia

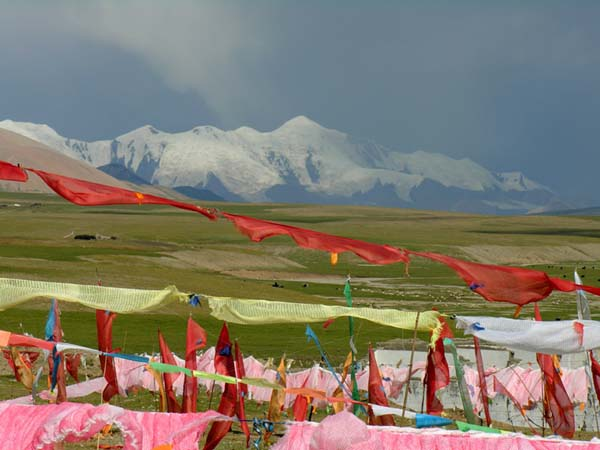
Il monte Amnye Machen.

La montagna era nota presso gli antichi cinesi come Monte Jishi (積石山, 积石山, Jīshíshān). In un commento risalente all'epoca dei Wei settentrionali dell'opera classica I Fiumi dell'epoca Han è scritto che la montagna era il luogo dove Yu il Grande domò il fiume Giallo e che essa faceva parte della comanderia di Longxi, situata a 1740 li (724 km) dal monte Kunlun (una vetta mitologica non meglio identificata, da non confondersi con gli attuali monti Kunlun) e a 5000 li dal fiume Luo.
Il monte è considerato da molto tempo vetta sacra e luogo di pellegrinaggio: prima della «liberazione» comunista fino a 10.000 golok effettuavano la circumambulazione di 193 km della montagna ogni anno. Il primo europeo a descrivere la montagna fu il generale di brigata ed esploratore britannico George Pereira, che la avvistò durante la sua spedizione a piedi da Pechino a Lhasa del 1921-22; l'avvenimento viene a volte considerato una delle più importanti scoperte geografiche del XX secolo. Pereira, che vide l'Amnye Machen da circa 112 km di distanza, scrisse che la sua «altezza deve essere di almeno 25.000 piedi [7600 m], se non di più; tutte le altre montagne circostanti, al confronto, sembrano dei nani».

Tuttavia, il massiccio venne scalato solamente nel 1960. Nel frattempo il monte Amnye Machen era stato sorvolato da alcuni piloti americani che ne sovrastimarono l'altitudine a 30.000 piedi (9100 m). In un articolo del National Geographic del 1930 l'altezza della cima veniva stimata in 28.000 piedi (8500 m) in base alle testimonianze di Joseph Rock, un esploratore e botanico americano che, pur essendo stato minacciato di morte dai tibetani golog, si era avventurato fino a 80 km di distanza dalla montagna. Per un po' di tempo, il monte venne considerato addirittura più alto dell'Everest. Nonostante il dottor Gerald Roche avesse abbassato pubblicamente, nel 1956, l'altezza della montagna a «non più di 21.000 m [6300 m]», egli fornì una dettagliata descrizione delle sue cime:
 Dal 1980 l'altezza dell'Amnye Machen viene valutata a 6282 m.

## Alpinismo
Nel 1960, una spedizione cinese scalò la montagna, ma nel 1980 venne dimostrato che tale spedizione raggiunse solamente l'Amnye Machen II (il Chenrezig di Roche, 6268 m), 7 km a sud-sud-est dalla vetta più alta.
Nel 1981, l'Amnye Machen I (Dradullunshog) venne raggiunto quasi contemporaneamente da tre gruppi; i componenti di tutti i gruppi erano stati portati a credere di essere stati i primi e unici a ottenere un permesso da parte del governo cinese. Una spedizione giapponese si avvicinò alla sommità da sud e inviò Giichiro Watanabe, Yoshio Yamamoto e Katsumi Miyake a raggiungere la vetta il 22 maggio; altri cinque membri della spedizione raggiunsero la vetta tre giorni dopo. Nel giro di tre settimane, gli scalatori americani Galen Rowell, Harold Knutsen e Kim Schmitz effettuarono un'ascesa in stile alpino lungo la cresta est della sommità nord-orientale per raggiungere la cima principale il 9 giugno. Essi affermarono di non aver trovato alcuna prova di una salita precedente. Il giorno dopo anche Siegfried Hupfauer, Hans Gaschbauer, Franz Lämmerhofer, Gerhard Schmatz e Peter Vogler, di una spedizione austro-tedesca, raggiunsero la vetta. Essi avevano seguito la pista aperta dai giapponesi e i 900 metri di corda fissa che incontrarono lungo il tragitto li convinsero che i giapponesi erano stati i primi a raggiungere la vetta. Nel corso di quell'estate la montagna fu tutta un susseguirsi di scalatori, in quanto Kim Schmitz ritornò sulla vetta assieme a due clienti canadesi il 12 giugno, un'altra spedizione giapponese raggiunse la vetta in agosto, e a settembre una squadra australiana scalò l'impressionante parete nord-orientale e ridiscese lungo i 6 km del versante nord-nord-est, che non era ancora stato scalato.